# Психологічний трилер
Психологічний трилер (англ. Psychological thriller) — це жанр, що поєднує в собі елементи трилера та психологічної драматургії. Термін зазвичай використовується для опису літератури або фільмів, у яких постає психологічний сюжет трилера або гостра, напружена атмосфера.
З погляду контексту й умовностей, це піджанр ширшої структури оповідання трилера, що має схожість із готичною і детективною драматургією, позаяк іноді у ньому присутнє «почуття реальності, що „розчиняється“». Часто розповідь ведеться через думки психологічно напружених персонажів, розкриваючи їх спотворене психічне сприйняття і фокусуючись на складних і найчастіше болісних відносинах між одержимими й патологічними персонажами. Психологічні трилери часто включають елементи таємниці, драми, екшн і параної. Жанр тісно пов'язаний і часом перетинається з психологічною драмою та психологічного жаху, причому останні зазвичай має більший вплив, включаючи сильніший фактор терору, тривожності чи вміст застрашливих сцен.

## Опис
Пітер Гатчінгс стверджує, що психологічними трилерами називають різні фільми, але зазвичай під цим терміном мають на увазі «оповідання з домашньою обставою, в яких події повільні, а гострі відчуття досягаються коштом дослідження психології головних героїв.» Відмінною рисою психологічного трилера є акцент на психічному стані персонажів: їх сприйнятті, думках, спотвореннях та спільній боротьбі за реальність.
За словами режисера Джона Меддена, психологічні трилери зосереджені на сюжеті, розвитку персонажів, виборі та моральному конфлікті; страх і тривога непередбачено нагнітають психологічну напругу. Медден заявив, що відсутність видовищності та сильний акцент на характері героїв привели до зниження їх популярності в Голлівуді. Психологічні трилери тримають у напрузі, використовуючи невпевненість у мотивах, чесності та світогляді персонажів. Фільми можуть викликати дискомфорт у глядачів, привілейуючи їм інформацію, якою вони хочуть поділитися з персонажами; винні персонажі можуть відчувати аналогічні страждання через своє знання.
Проте Джеймс Н. Фрей визначає психологічні трилери як окремий жанр, стиль, а не піджанр; Фрей стверджує, що добрі трилери фокусуються на психології своїх антагоністів і повільно розганяють напругу через двозначність. Творці та/або дистриб'ютори фільмів або видавці, які прагнуть дистанціюватися від негативних конотацій жахів, часто відносять свої твори до психологічних трилерів. Така сама ситуація може виникнути, коли критики називають твір психологічним трилером, щоб підвищити його передбачувану літературну значущість.

## Приклади

### Режисери та сценаристи
- Альфред Гічкок — Гічкок часто застосовував концепції Фрейда до своїх трилерів, як-от у «Таверна «Ямайка»», «Ребекка», «Заворожений», «Вікно у двір», «Запаморочення», «Психо» та «Марні»[13].
- Бред Андерсон — Ітан Андертон для firstshowing.net описав трилери Андерсона як «унікальні» та похвалив його роботу з темою втрати пам'яті[14]
- Даріо Ардженто — італійський кінорежисер, відомий за культовими фільмами у жанрах джалло, горор та психологічний трилер. Його часто називають «італійським Гічкоком»[15].
- Даррен Аронофскі — його роботи часто охоплюють теми божевілля, прагнення досконалості та психології[16][17].
- Пак Чхан Ук — корейський режисер, який відомий своєю «трилогію помсти» («Співчуття панові Помсті», «Олдбой» та «Співчуття пані Помсті»), а також психологічними трилерами «Стокер» та «Служниця»[18].
- Девід Кроненберг — відомий критик Філіп Френч[en] писав, що роботи Кроненберга поєднують у своїх роботах психологічний трилер і боді-горор[19].
- Браян Де Пальма — американський кінорежисер, відомий своїми психологічними трилерами та горор-фільмами, зокрема «Керрі» (1976), «Підставне тіло» (1984).
- Кон Сатоші — японський режисер аніме, відомий за такими психологічними трилерами як «Perfect Blue» та «Паприка»[20].
- Девід Лінч — відомий своїми сюрреалістичними роботами кінорежисер. Серед його культових трилерів «Голова-гумка», «Загублене шосе» та «Синій оксамит». Джеф Дженсен для Entertainment Weekly писав, що фільми Лінча «химерно банальні або просто трипові»[21].
- Крістофер Нолан — британсько-американський режисер, фільми якого досліджують теми розуму, пам'яті та межі між фантазією та реальністю[22].
- Роман Полянський — Шейла Джонстон у статті для The Independent назвала Полянського «режисером мирового класу», а також зазначила, що його репутацію створили його «чудові ранні психологічні трилери»[23].
- Мартін Скорсезе — американський кінорежисер, відомий своїми психологічними трилерами «Таксист», «Мис Страху» та «Острів проклятих»[24].
- М. Найт Ш'ямалан — американський режисер та сценарист індійського походження, відомий психологічними трилерами з неочікуваною розв'язкою сюжету[25].
- Девід Фінчер — американський режисер, відомий своїми трилерами з елементами психології, зокрема «Сім», «Загублена» та кіноадаптацією романа Чака Паланіка «Бійцівський клуб»[26].

### Кінофільми
- «Американський психопат»[27]
- «Бузогриз»[28]
- «Чорний лебідь»[29]
- «Відважна»[30]
- «Спалення»[31]
- «Екстаз»[32]
- «Розмова»[33]
- «Зв'язані до смерті»[34]
- «Донні Дарко»[35]
- «Не хвилюйся, серденько»[36]
- «Ворог»[37]
- «Голова-гумка»[38]
- «Бійцівський клуб»[39]
- «Гра»[40]
- «Гра Джеральда»[41]
- «Пастка»[42]
- «Подарунок»[43]
- «Загублена»[44]
- «Служниця»[45]
- «Спадковість»[46]
- «Я думаю закінчити це все»[47]
- «Початок»[48]
- «Безсоння»[49]
- «Драбина Іакова»[50]
- «Маяк»[51]
- «Машиніст»[52]
- «Пам'ятай»[53]
- «Малголленд Драйв»[54]
- «Стерв'ятник»[55]
- «Нічні звірі»[56]
- «Одержимість»[57]
- «Олдбой»[58]
- «Паприка»[59]
- «Паразити»[60]
- «Ідеальний смуток»[61]
- «Персона»[62]
- «Пі»[63]
- «Психо»[64]
- «Вікно у двір»[65]
- «Відраза»[66]
- «Реквієм за мрією»[67]
- «Сім»[68]
- «Сяйво»[69]
- «Мовчання ягнят»[70]
- «Сестри»[71]
- «Шосте відчуття»[72]
- «Острів проклятих»[73]
- «Павук»[74]
- «Стокер»[75]
- «Таксист»[76]
- «Щось»[77]
- «Том на фермі»[78]
- «Ми»[79]
- «Запаморочення»[80]

### Телебачення
- Сутичка[81]
- Декстер[82]
- Клуб ляльок[83]
- Вигнання[84]
- Послідовники[85]
- Батьківщина[86]
- Джессіка Джонс[87]
- Скажені пси[88]
- Пан Робот[89]
- Ти[90]

### Аніме та манґа
- Death Note[91]
- Puella Magi Madoka Magica[92]
- Neon Genesis Evangelion[93]
- Classroom of the Elite[94]
- Mirai Nikki[95]

### Відеоігри
- Alan Wake — поєднує в собі психологічний трилер та шутер[96].
- Heavy Rain — видання Time назвало гру комбінацією книги-гри та психологічного трилера, в якому гравець переслідує серійного вбивцю[97].
- Hotline Miami — гра, створена під впливом психологічних та кримінальних трилерів[98].
- Серія ігор Silent Hill.